# 財津和夫ソロ・コンサート・ライヴ 〜The Round About Way〜
『財津和夫Solo-Concert Live The Round About Way』（ざいつかずお ソロコンサート ライヴ　ザ ラウンド アバウト ウェイ）は、財津和夫のライブアルバム。1980年12月25日発売。

## 解説
1980年9月22日から26日に西武劇場（現・PARCO劇場）で行われた、財津の初のソロライブの模様の一部を収録したライブ・アルバムである。
チューリップでのライブとは異なる楽器編成で行ったこともあり、バンドマンとしてのイメージとは違う雰囲気の財津を味わうことが出来る。
後年CD化された際には、オリジナル・アルバム未収録だった『WAKE UP』以外のソロシングル3曲を追加収録し、タイトルに『+3』という追記がされた。
なお、ストリングスを担当したのは「ワイングラス」というグループで、1983年にバリで行われたソロコンサートのストリングスも担当した。

## 収録曲
全作詞／作曲：財津和夫（「Yesterday」のみLennon-McCartney）
全弦編曲：青木望

### LP

#### SIDE A
1. 悪魔の子守唄
2. My Sleazy Babe
3. ぼくが愛した犬どんパ
4. まるで子供のように
5. 一枚の絵

#### SIDE B
1. そして また あなたへ
2. ともだちのあなただから
3. 私から年老いたあなたへ
4. たしかな愛
5. Yesterday
6. スカイラインのテーマ　※1番のみ
7. 青春の影

### CD
1. MC
2. 悪魔の子守唄
3. My Sleazy Babe
4. ぼくが愛した犬どんパ
5. まるで子供のように
6. 一枚の絵
7. そして また あなたへ
8. ともだちのあなただから
9. 私から年老いたあなたへ
10. たしかな愛
11. Yesterday
12. スカイラインのテーマ　※1番のみ
13. 青春の影
14. ル・デグラン　ボーナス・トラック
15. 一枚の絵　ボーナス・トラック
16. そして また あなたへ　ボーナス・トラック

## クレジット
SHOO KUSANO – SHINKO PRODUCTIONS
SUPERVISION：SHIRO NISHIDA
MANAGEMENT：SHUNJI UENO
PRODUCER：KAZUNAGA NITTA
DIRECTOR：KEIICHI YONEDA
ENGINEER：TAKESHI ITO
ART DIRECTION：TAKUYA ONO DESIGN OFFICE
PHOTOGRAPHY：KENJI TAGUCHI
SPECIAL THANKS TO：S.C.I
LIVE RECORDED AT SEIBU THEATER （IN TOKYO 9/22~9/26 1980）
REMIXED AT TAKE ONE・STUDIO
STRINGS ARRANGE：NOZOMI AOKI
STRINGS SECTION：WINE GLASS
ALL SONGS AND WORDS BY KAZUO ZAITSU （EXCEPT B-5）
I dedicate this record to Crayons all over the word.